# Malé Kršteňany
Malé Kršteňany (deutsch Kleinkresten, ungarisch Kiskeresnye – bis 1892 Kiskrstyene) ist eine Gemeinde in der West-Mitte der Slowakei mit 525 Einwohnern (Stand 31. Dezember 2024), die zum Okres Partizánske, einem Teil des Trenčiansky kraj, gehört.

## Geographie

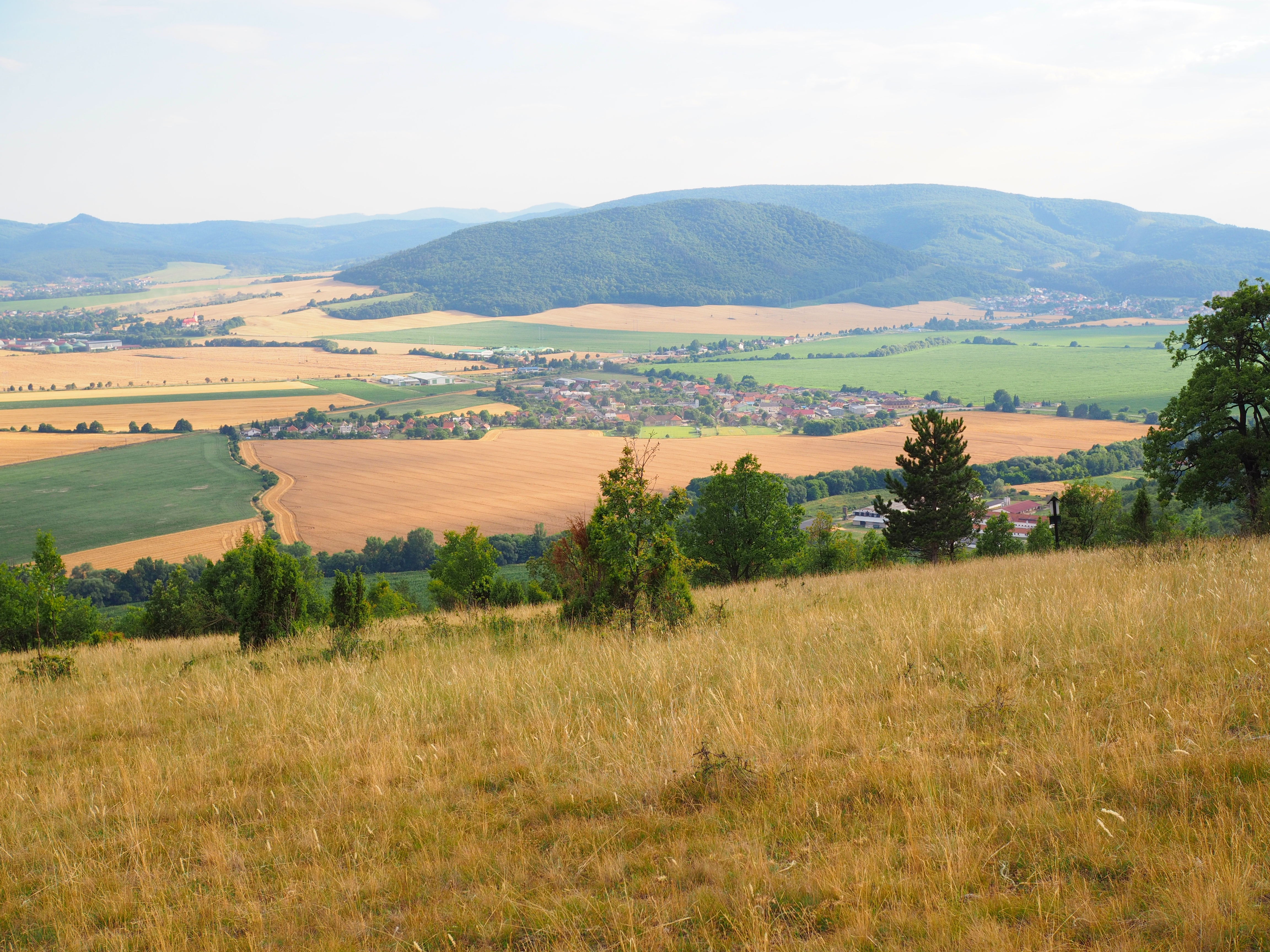
Im Naturreservat Veľký vrch beim Ort

Die Gemeinde befindet sich am Treffpunkt eines südlichen Ausläufers des Gebirges Strážovské vrchy mit dem Talkessel Hornonitrianska kotlina, am rechten Ufer der Nitra. Am 456 m n.m. hohen Berg Veľký vrch und auf dessen südlichen Hängen erstreckt sich das gleichnamige Naturreservat. Das Ortszentrum liegt auf einer Höhe von 207 m n.m. und ist viereinhalb Kilometer von Partizánske entfernt.
Nachbargemeinden sind Veľké Kršteňany im Norden, Bystričany und Čereňany im Osten, Oslany im Südosten, Pažiť im Süden, Malé Uherce im Südwesten und Partizánske im Westen.

## Geschichte

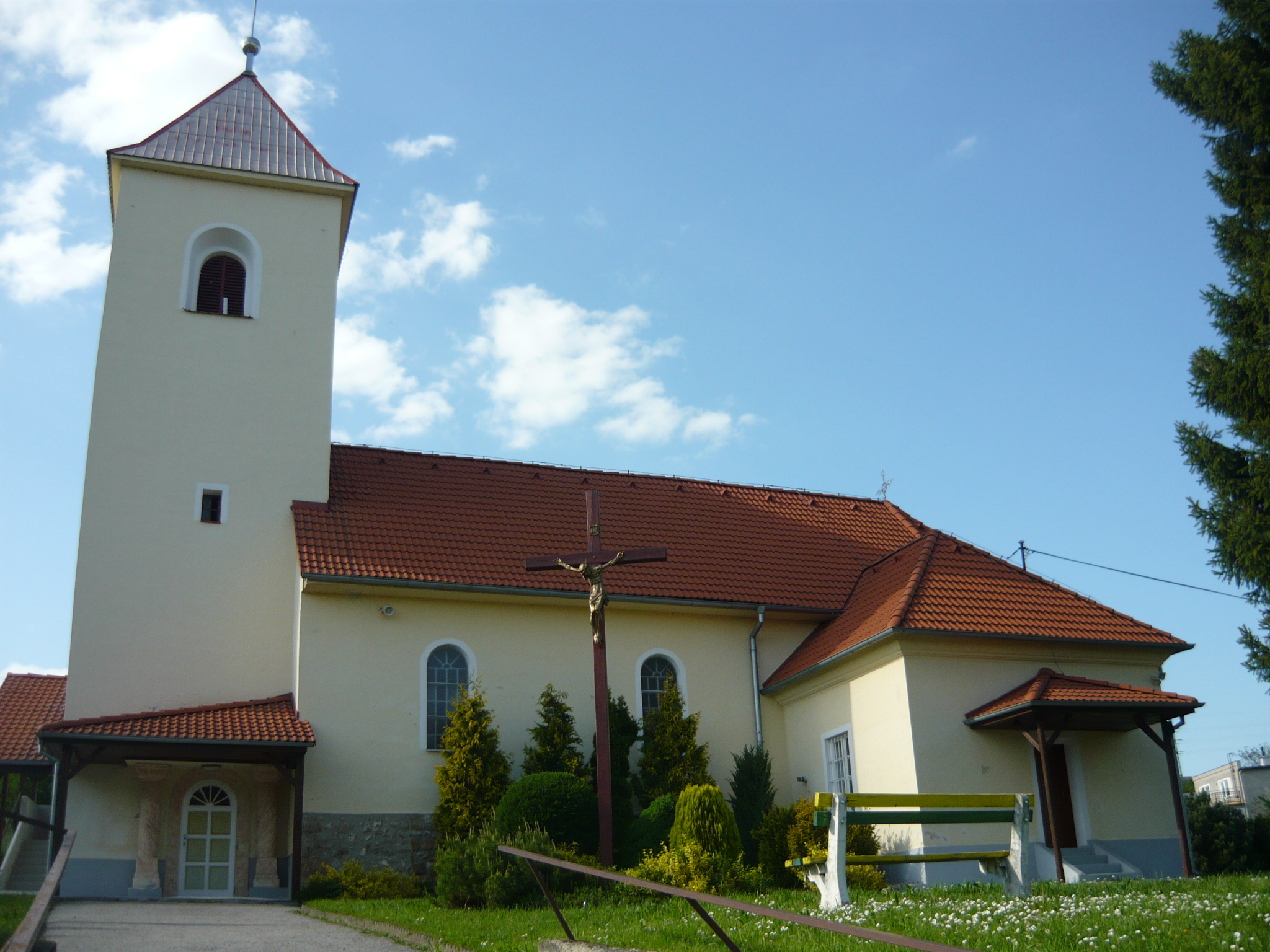
Kirche in Malé Kršteňany

Das Gemeindegebiet von Malé Kršteňany wurde in der Jungsteinzeit besiedelt, mit späteren Funden einer Grabstätte der Lengyel-Kultur, eines Urnengräberfelds und einer Burgstätte der Lausitzer Kultur sowie einer Siedlung aus der La-Tène-Zeit.
Malé Kršteňany wurde zum ersten Mal 1271 zusammen mit Veľké Kršteňany als utraque Keressnia schriftlich erwähnt und war im Besitz des Neutraer Bistums, später gehörte das Dorf unter anderem den Familien Forgách, Dóczy, Simon, dem Neutraer Kapitel sowie dem Tyrnauer Seminar. 1536 gab es eine Mühle und sechs Porta, 1601 standen 29 Häuser im Ort, 1720 wohnten 19 Steuerpflichtige hier und es gab eine Gaststätte, 1828 zählte man 46 Häuser und 305 Einwohner, die als Landwirte und Korbmacher beschäftigt waren.
Bis 1918 gehörte der im Komitat Bars liegende Ort zum Königreich Ungarn und kam danach zur Tschechoslowakei beziehungsweise heute Slowakei.

## Bevölkerung
| Jahr                | 1994 | 2004     | 2014    | 2024    |
| ------------------- | ---- | -------- | ------- | ------- |
| Anzahl der Personen | 449  | 514      | 543     | 525     |
| Unterschied         |      | +14,47 % | +5,64 % | −3,31 % |

| Jahr                | 2023 | 2024    |
| ------------------- | ---- | ------- |
| Anzahl der Personen | 521  | 525     |
| Unterschied         |      | +0,76 % |

Gemäß der Volkszählung 2011 wohnten in Malé Kršteňany 495 Einwohner, davon 486 Slowaken, zwei Tschechen sowie jeweils ein Deutscher und Mährer. Fünf Einwohner machten keine Angabe zur Ethnie.
383 Einwohner bekannten sich zur römisch-katholischen Kirche, vier Einwohner zu den Siebenten-Tags-Adventisten, jeweils zwei Einwohner zur Evangelischen Kirche A. B. und zur griechisch-katholischen Kirche sowie jeweils ein Einwohner zu den Zeugen Jehovas und zur orthodoxen Kirche und sechs Einwohner zu einer anderen Konfession. 56 Einwohner waren konfessionslos und bei 40 Einwohnern wurde die Konfession nicht ermittelt.

## Bauwerke und Denkmäler
- römisch-katholische Kirche Mariä Geburt, ursprünglich im 14. Jahrhundert im gotischen Stil errichtet und 1932–33 umfangreich umgebaut